# Sirolimus
Sirolimus, známý také jako rapamycin a prodávaný pod obchodním jménem Rapamune, je makrolidová sloučenina, která se používá k prevenci odmítnutí transplantovaného orgánu, k léčbě vzácného plicního onemocnění zvaného lymfangioleiomyomatóza a k léčbě nádoru perivaskulárních epiteloidních buněk (PEComa). U lidí má imunosupresivní funkce a je zvláště užitečný při prevenci odmítnutí transplantovaných ledvin. Je inhibitorem kinázy zvané savčí cíl rapamycinu (mTOR), který inhibuje aktivaci T buněk a B buněk snížením jejich citlivosti na interleukin-2 (IL-2).
Sirolimus/rapamycin je produkován bakterií Streptomyces hygroscopicus a byl poprvé izolován v roce 1972 Surendrou Nathem Sehgalem a kolegy ze vzorků Streptomyces hygroscopicus nalezených na Velikonočním ostrově. Sloučenina byla původně pojmenována rapamycin podle původního názvu ostrova, Rapa Nui. Sirolimus byl původně vyvinut jako antimykotikum, avšak od tohoto použití se upustilo po zjištění, že má silné imunosupresivní a antiproliferativní vlastnosti díky své schopnosti inhibovat mTOR. Sirolimus/rapamycin byl schválen americkou agenturou Food and Drug Administration (FDA) v září 1999.

## Lékařské použití
Sirolimus je indikován k prevenci odmítnutí transplantovaného orgánu a k léčbě lymfangioleiomyomatózy (LAM). Dále je sirolimus (Fyarro) indikován, ve formě částic vázaných na proteiny, k léčbě dospělých s lokálně pokročilým neresekabilním nebo metastatickým maligním perivaskulárním epiteloidním tumorem (PEComa).

### Prevence rejekce transplantátu
Hlavní výhodou sirolimu/rapamycinu oproti inhibitorům kalcineurinu je jeho nízká toxicita vůči ledvinám. Pacienti po transplantaci, kteří dlouhodobě užívají inhibitory kalcineurinu, mají tendenci ke vzniku poruchy funkce ledvin nebo dokonce selhání ledvin; tomu lze předejít použitím sirolimu. Je zvláště výhodný u pacientů s transplantovanou ledvinou s hemolyticko-uremický syndromem, protože toto onemocnění se pravděpodobně v transplantované ledvině vrátí, pokud se použije inhibitor kalcineurinu. V roce 2008 však FDA schválila revize bezpečnostního značení sirolimu, aby upozornila na riziko snížené funkce ledvin spojené s jeho užíváním. V roce 2009 FDA oznámila zdravotníkům, že klinická studie provedená společností Wyeth prokázala zvýšenou úmrtnost u pacientů po transplantaci jater po přechodu z imunosupresivního režimu založeného na inhibitorech kalcineurinu na sirolimus.
Sirolimus lze také použít samostatně nebo ve spojení s inhibitorem kalcineurinu (jako je takrolimus) a/nebo mykofenolát mofetilem, aby se dosáhlo imunosupresivních režimů bez steroidů. Možnými vedlejšími účinky užívání sirolimu/rapamycinu je zhoršené hojení ran a trombocytopenie; některá transplantační centra jej proto raději nepoužívají bezprostředně po transplantaci, ale podávají jej až po období týdnů či měsíců. Jeho optimální role v imunosupresi nebyla dosud stanovena a zůstává předmětem řady probíhajících klinických studií.

## Výzkum

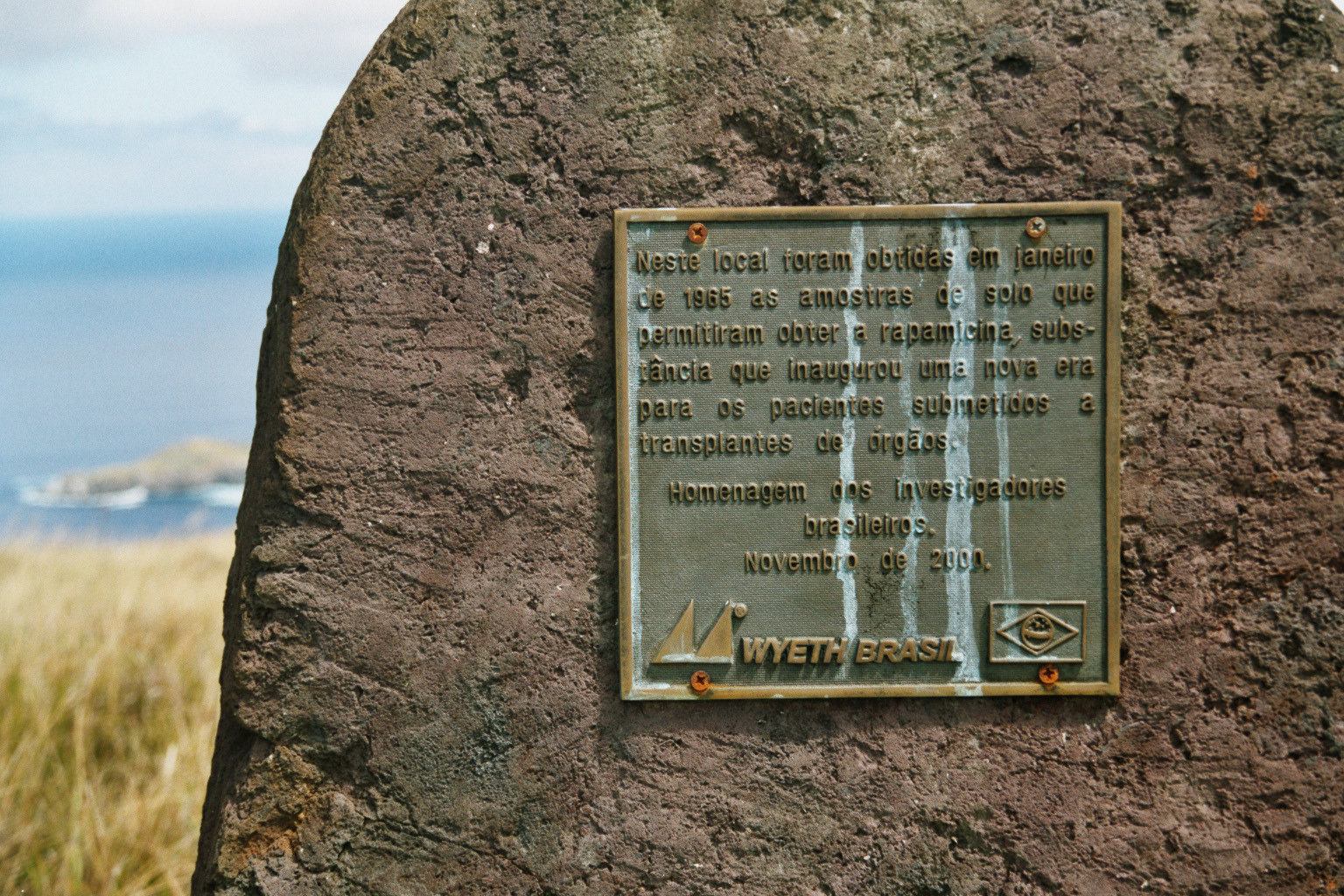
Pamětní deska, napsaná v portugalštině, připomínající objev sirolimu na Velikonočním ostrově, poblíž Rano Kau.

### Nádorová onemocnění
Antiproliferativní účinky sirolimu mohou hrát roli v léčbě nádorových onemocnění (rakoviny). Při vhodném dávkování může sirolimus v klinických studiích zvýšit imunitní odpověď na cílení nádoru nebo jinak podporovat regresi nádoru. Zdá se, že sirolimus snižuje riziko vzniku nádorových onemocnění u některých pacientů po transplantaci.
Bylo prokázáno, že sirolimus inhibuje progresi dermálního Kaposiho sarkomu u pacientů po transplantaci ledvin. Jiné mTOR inhibitory, např. temsirolimus (CCI-779) nebo everolimus (RAD001), byly testovány pro použití v při léčbě glioblastoma multiforme a lymfomu z plášťových buněk. Tyto léky však mají vyšší míru fatálních nežádoucích účinků u pacientů s rakovinou než kontrolní léky.

### Aplikace v biologickém výzkumu
Rapamycin se používá v biologickém výzkumu jako činidlo pro chemicky indukovanou dimerizaci. Při této aplikaci je rapamycin přidán k buňkám exprimujícím dva fúzní konstrukty, z nichž jeden obsahuje doménu FRB vázající rapamycin z mTOR a druhý obsahuje doménu FKBP. Každý fúzní protein také obsahuje další domény, které jsou přivedeny do blízkosti, když rapamycin indukuje vazbu FRB a FKBP. Tímto způsobem může být rapamycin použit ke kontrole a studiu proteinové lokalizace a interakcí.

## Chemie
Sirolimus je přírodní produkt a makrocyklický lakton.

### Biosyntéza
Biosyntéza rapamycinového jádra se provádí polyketidsyntázou typu I (PKS) ve spojení s neribozomální peptidsyntetázou (NRPS). Domény odpovědné za biosyntézu lineárního polyketidu rapamycinu jsou organizovány do tří multienzymů, RapA, RapB a RapC, které obsahují celkem 14 modulů (obrázek 1). Tři multienzymy jsou organizovány tak, že první čtyři moduly prodlužování polyketidového řetězce jsou v RapA, následujících šest modulů pro pokračující prodlužování je v RapB a poslední čtyři moduly pro dokončení biosyntézy lineárního polyketidu jsou v RapC. Poté je lineární polyketid modifikován NRPS, RapP, který připojuje L-pipecolát k terminálnímu konci polyketidu a poté cyklizuje molekulu, čímž se získá nenavázaný produkt, prerapamycin.